# Nabat/Rip Off
Nabat/Rip Off è una cassetta autoprodotta, split fra i due gruppi OI! Nabat e Rip Off.

## Tracce
1. Scenderemo nelle strade - 3'37" - Nabat
2. Asociale Oi! - 2'08" - Nabat
3. Fotti i poseurs! - 1'01" - Nabat
4. Nichilistaggio - 2'19" - Nabat
5. No armi - 3'14" - Nabat
6. Laida Fat Bologna - 3'05" - Nabat
7. Kill police - 1'38" - Nabat
8. Nichilist Nabat! - 3'09" - Nabat
9. Skins E Punks - 1'28" - Nabat
10. Anti army - 3'39" - Rip Off
11. Rivolta - 2'01" - Rip Off
12. Oi Rip Off - 3'31" - Rip Off
13. Droga - 3'25" - Rip Off
14. Nuclear Bomb - 2'25" - Rip Off
15. Tortura - 2'20" - Rip Off
16. Skinheads - 1'33" - Rip Off
17. Io Non Voglio Polizia - 1'39" - Rip Off